# 내 현실과 온라인 게임이 러브코미디에 침식당하기 시작해서 위험해
《내 현실과 온라인 게임이 러브코미디에 침식당하기 시작해서 위험해》(俺のリアルとネトゲがラブコメに侵蝕され始めてヤバイ)는 후지타니 아루가 집필한 라이트 노벨이다. 일러스트는 미시마 쿠로네가 담당하였다. HJ 문고에서 2011년 11월부터 2013년 8월까지 간행하였다.

## 등장 인물

### 길드멤버
- 사키미야 케타(鷺宮 慧太)
- 아야와네 시즈쿠(綾羽 梓月)
- 쿠죠 키리(九條 妃梨)
- 사키미야 리오(鷺宮 理央)
- 코코노에 히마리(九重 日眞里)

### 그 외 인물
- 쿠도 미사키(工藤 美咲)
- 카마가와 쿄야(鴨河 京也)
- 마스터(マスター)
- 카기누시 나루미(鍵主 鳴美)

## 단행본 목록
| 도서명                                                            | 판본     | 발행일           | ISBN                   |
| ----------------------------------------------------------------- | -------- | ---------------- | ---------------------- |
| 내 현실과 온라인 게임이 러브코미디에 침식당하기 시작해서 위험해   | 일본어판 | 2011년 11월 1일  | ISBN 978-4-7986-0312-4 |
| 내 현실과 온라인 게임이 러브코미디에 침식당하기 시작해서 위험해   | 한국어판 | 2013년 7월 10일  | ISBN 978-8-9267-9412-8 |
| 내 현실과 온라인 게임이 러브코미디에 침식당하기 시작해서 위험해 2 | 일본어판 | 2012년 2월 1일   | ISBN 978-4-7986-0346-9 |
| 내 현실과 온라인 게임이 러브코미디에 침식당하기 시작해서 위험해 2 | 한국어판 | 2013년 8월 10일  | ISBN 978-8-9267-9417-3 |
| 내 현실과 온라인 게임이 러브코미디에 침식당하기 시작해서 위험해 3 | 일본어판 | 2012년 6월 1일   | ISBN 978-4-7986-0408-4 |
| 내 현실과 온라인 게임이 러브코미디에 침식당하기 시작해서 위험해 3 | 한국어판 | 2013년 10월 10일 | ISBN 978-8-9267-9445-6 |
| 내 현실과 온라인 게임이 러브코미디에 침식당하기 시작해서 위험해 4 | 일본어판 | 2012년 9월 1일   | ISBN 978-4-7986-0455-8 |
| 내 현실과 온라인 게임이 러브코미디에 침식당하기 시작해서 위험해 4 | 한국어판 | 2013년 12월 10일 | ISBN 978-8-9267-9467-8 |
| 내 현실과 온라인 게임이 러브코미디에 침식당하기 시작해서 위험해 5 | 일본어판 | 2012년 12월 1일  | ISBN 978-4-7986-0512-8 |
| 내 현실과 온라인 게임이 러브코미디에 침식당하기 시작해서 위험해 5 | 한국어판 | 2014년 2월 10일  | ISBN 978-8-9267-9487-6 |
| 내 현실과 온라인 게임이 러브코미디에 침식당하기 시작해서 위험해 6 | 일본어판 | 2013년 3월 1일   | ISBN 978-4-7986-0564-7 |
| 내 현실과 온라인 게임이 러브코미디에 침식당하기 시작해서 위험해 6 | 한국어판 | 2014년 4월 10일  | ISBN 978-8-9267-9541-5 |
| 내 현실과 온라인 게임이 러브코미디에 침식당하기 시작해서 위험해 7 | 일본어판 | 2013년 6월 1일   | ISBN 978-4-7986-0611-8 |
| 내 현실과 온라인 게임이 러브코미디에 침식당하기 시작해서 위험해 7 | 한국어판 | 2014년 10월 10일 | ISBN 978-8-9267-9794-5 |
| 내 현실과 온라인 게임이 러브코미디에 침식당하기 시작해서 위험해 8 | 일본어판 | 2013년 8월 31일  | ISBN 978-4-7986-0666-8 |
| 내 현실과 온라인 게임이 러브코미디에 침식당하기 시작해서 위험해 8 | 한국어판 | 2015년 1월 10일  | ISBN 978-8-9267 9833-1 |